# Can Salvador de la Plaça
Can Salvador de la Plaça, Can Palmada o Can Sivilla és un edifici que rep actualment el nom del seu ús: el de Biblioteca Can Salvador de la Plaça. Està situada a la Plaça de l'Ajuntament, 31 del municipi de Calella ocupant un casal construït al segle xiv i que està inclòs a l'Inventari del Patrimoni Arquitectònic Català. És un servei públic de titularitat municipal, gestionada en conveni amb la Diputació de Barcelona, i forma part de la Xarxa de Biblioteques Municipals. Va ser inaugurada el 23 d'abril de 2006.
La biblioteca vol ser un espai de trobada amb vocació de garantir l'accés a la informació, la formació, la cultura i el lleure als ciutadans i entitats del municipi. Té una col·lecció d'uns 45.000 documents i presta una atenció especial al fons local destacant també un fons especial de Turisme i activitats turístiques d'uns 300 documents. Té una superfície de 909 m² distribuïts en tres plantes a on s'organitzen hores del conte, tallers, clubs de lectura, presentacions de llibres i moltes altres activitats durant l'any.

## Edifici
És un mas d'estil Gòtic-Renaixement amb tres façanes a l'espai públic: dues laterals als carrers de l'Església i Sivilla i la principal al carrer Bartrina i plaça de l'Ajuntament. És d'un cos amb planta baixa, pis i golfes, la façana acaba amb una petita cornisa i la coberta és a dues aigües. La porta d'entrada a la planta baixa té un arc rebaixat i a sobre mateix hi ha un balcó amb arcs conopials amb petits relleus escultòrics, això és el tret o el motiu més sobresortint de la casa; també destaquen les mènsules que sostenien un matacà a l'angle del carrer Bartrina.
 Abans de ser rehabilitada i convertida en biblioteca es trobava en un mal estat de conservació.
S'ha de destacar el valor històric de l'edifici, ja que va ser la casa familiar de la dinastia dels Salvador que ha tingut entre els seus membres a destacats botànics i apotecaris considerats com els millors d'Europa a la seva època. Podem esmentar les figures d'en Joan Salvador i Boscà (Calella, 1598-Barcelona, 1681) i el seu fill Jaume Salvador i Pedrol (Barcelona 1649-1740), ambdós membres del Consell de Cent, i en Joan Salvador i Riera (Barcelona, 1683-1725) autor d'un estudi monogràfic sobre l'art de la pesca a Catalunya de gran importància.
Els darrers membres de la branca calellenca que van ocupar el casal van ser el metge Josep Salvador i Alsina (1819-1879) i la seva dona Socorro Sivilla i Gener (1856-1911). Socorro, ja vídua, va marxar l'any 1882 a viure amb el seu germà Tomàs Sivilla que era bisbe de Girona. Uns anys més tard la casa va ser llogada per la família Palmada que va obrir un negoci de queviures a on venien fruita, vi i altres begudes.
El 1993 l'Ajuntament va adquirir l'edifici amb la intenció d'ubicar-hi la nova biblioteca. El projecte inicial preveia el seu enderroc degut al seu pèssim estat de conservació. Aquesta iniciativa va provocar molta polèmica a la localitat al tractar-se d'un edifici protegit en la seva totalitat pel catàleg del Servei del Patrimoni Arquitectònic de la Generalitat de Catalunya (segons consta a la fitxa de protecció X-1987). Gràcies a una forta reivindicació ciutadana i el suport de diverses entitats com l'Associació Cívica Capaspre es va modificar el projecte i es decidí preservar l'edifici històric i donar-li l'ús que manté, fins avui, com a biblioteca.